# From Autumn to Ashes
From Autumn to Ashes – zespół metalcore ze Stanów Zjednoczonych (Long Island, Nowy Jork) założony w 2000 roku. Założycielami grupy są Benjamin Perri, Francis Mark, Scott Gross, Brian Deneeve i Mike Pilato.

## Historia
Zespół został założony w 2000 roku.
Grupa koncertowała aż do 2001 roku kiedy to w sierpniu wydała swój debiutancki album Too Bad You’re Beautiful. Krążek wydała wytwórnia Ferret Records. Później FATA (From Autumn to Ashes) podpisali profesjonalny kontrakt z tą wytwórnią. O zespole zaczęło się robić coraz głośniej, a w gazetach muzycznych Alternative Press, Revolver i CMJ ukazały się artykuły o zespole. Później formacja nakręciła klip do kawałka The Royal Crown -vs.- Blue Duchess.
W 2003 roku FATA wydali nowy album. The Fiction We Live został nagrany przez Vagrant Records, z którym formacja podpisała kontrakt po wygaśnięciu poprzedniej umowy. Jeszcze przed wydaniem płyty utwór The After Diner Payback, trafił na ścieżkę dźwiękową filmu Freddy Vs. Jason. Producentem krążka był GGGarth Richardson. Płyta ukazała się 9 września 2003 roku. Singlem promującym album był Milligram Smile (do utworu powstał również teledysk). Po wydaniu płyty zespół długo koncertował, zagrał m.in. na Warped Tour i u boku Metalliki w Wielkiej Brytanii.
W 2005 roku From Autumn to Ashes wydali swój trzeci studyjny album – Abandon Your Friends. Płyta spotkała się z akceptacją fanów i rozeszła w większej liczbie niż poprzednie krążki.
W 2007 roku w sprzedaży pojawiło się EP „These Speakers Don’t Always Tell the Truth”.
10 kwietnia 2007 roku w sprzedaży pojawił się kolejny studyjny album FATA – Holding a Wolf by the Ears.

## Muzycy
| Obecny skład zespołu - Francis Mark – perkusja, wokal prowadzący (2000–2007), wokal prowadzący (2007–2008, od 2014) - Brian Deneeve – gitara, instrumenty klawiszowe, wokal wspierający (2001–2008, od 2014) - Mike Pilato – gitara basowa, wokal wspierający (2000–2004, 2007–2008, od 2014) - Rob Lauritsen – gitara (2006–2008, od 2014) - Jeff Gretz – perkusja, wokal wspierający (2007–2008, od 2014) |  | Byli członkowie zespołu - Benjamin Perri – wokal prowadzący (2000–2006) - Stephen Salvio – gitara (2000–2001) - Scott Gross – gitara (2000–2004) - Josh Newton – gitara basowa, wokal wspierający (2004–2007) - Jonathan Cox – gitara (2005) |

## Dyskografia

### Albumy
- Too Bad You’re Beautiful (2001)
- The Fiction We Live (2003)
- Abandon Your Friends (2005)
- Holding a Wolf by the Ears (2007)

### Minialbumy
- Sin, Sorrow and Sadness (2000)
- These Speakers Don’t Always Tell the Truth (2007)

### Single
- The Royal Crown -vs.- Blue Duchess (2001)
- Chloroform Perfume (2001)
- Take Her to the Music Store (2001)
- Short Stories With Tragic Endings (2002)
- The After Dinner Payback (2003)
- Milligram Smile (2003)
- Lilacs & Lolita (2003)
- Alive Out of Habit (2004)
- Where Do You Draw the Line? (2005)
- Inapprope (2005)
- Sugar Wolf (2006)
- Pioneers (2007)
- Deth Kult Social Club (2007)